# Fredi Walker
Fredi Walker (* 2. října 1962, St. Louis, Missouri, Spojené státy americké) je americká herečka, zpěvačka, režisérka a divadelní producentka.
Jejím broadwayským debutem byla role Joanne Jefferson, právničky z vyšší třídy a milenky Maureen Johnson (Idina Menzel), v původní broadwayské verzi muzikálu Rent. Také se zúčastnila mezinárodního turné s muzikálem Lví král jako Rafiki. Rozhodla se, že si roli Joanne nezopakuje ve filmovém zpracování Rentu s názvem Bohémové, protože se považovala za příliš starou a nahradila ji Tracie Thoms. Je zakladatelkou a prezidentkou společnosti Big Spoon Productions.

## Filmografie
| Rok  | Název           | Role          | Poznámky         |
| ---- | --------------- | ------------- | ---------------- |
| 1999 | Právo a pořádek | Valerie Tashe | Hostující hvězda |
| 2012 | Ve znamení raka | Shay          | Vedlejší postava |